# 德元
德元（1674年十月—1675年），是大越国后黎朝嘉宗黎维禬的第二个年号，共计2年。鄭主兼大元帥總國政為弘祖西定王鄭柞。

## 纪年
| 德元 | 元年   | 2年    |
| 公历 | 1674年 | 1675年 |
| 干支 | 甲寅   | 乙卯   |